# Юйтай
Юйта́й (кит. упр. 鱼台, пиньинь Yútái, буквально: «башня рыбы») — уезд городского округа Цзинин провинции Шаньдун (КНР).

## История
В эпоху Вёсен и Осеней эти земли входили в состав царства Лу, и луский Инь-гун любил приезжать сюда, чтобы понаблюдать за рыбами в озере.
Когда царство Цинь впервые в истории объединило Китай в единое государство, то в этих местах был создан уезд Фанъюй (方与县). При империи Тан в связи с тем, что здесь имелась «Башня для наблюдения за рыбами луского Инь-гуна» (鲁隐公观鱼台, Лу Инь-гун гуань юй тай), уезд был переименован в Юйтай. При империи Сун уезд Юйтай был в 1265 году присоединён к уезду Цзиньсян, но в 1266 году был воссоздан. При правлении монголов в 1336 году уезд Юйтай опять был присоединён к уезду Цзиньсян, но в 1337 году опять был воссоздан.
В августе 1949 года была образована провинция Пинъюань, и уезд Юйтай вошёл в состав Специального района Хуси (湖西专区) провинции Пинъюань. В 1952 году провинция Пинъюань была расформирована, и Специальный район Хуси был передан в состав провинции Шаньдун. В июле 1953 года Специальный район Хуси был расформирован; 4 его уезда были переданы в состав Специального района Хэцзэ, а оставшиеся (в том числе Юйтай) были объединены со Специальным районом Тэнсянь (滕县专区) в Специальный район Цзинин (济宁专区). В 1956 году уезд Юйтай был присоединён к уезду Цзиньсян.
В 1964 году уезд Юйтай был создан вновь. В 1967 году Специальный район Цзинин был переименован в Округ Цзинин (济宁地区). 30 августа 1983 года постановлением Госсовета КНР округ Цзинин был преобразован в городской округ Цзинин.

## Административное деление
Уезд делится на 2 уличных комитета и 9 посёлков.